# SM the Ballad
SM the Ballad (có thể viết thành S.M. the Ballad  hay S.M. THE BALLAD) là một nhóm nhạc dự án của Hàn Quốc chuyên hát nhạc Ballad được thành lập bởi SM Entertainment. Thành viên của nhóm gồm có Jay của TRAX, Kyuhyun của Super Junior, Jonghyun của SHINee và ca sĩ mới Jino. Họ được miêu tả là Nhóm những giọng ca của công ty.

## Lịch sử

### 2010: Ra mắt vàMiss You
Ngày 19 tháng 11 năm 2010, SM Entertainment đã đưa ra một tuyên bố rằng các thành viên Jay của TRAX, Kyuhyun của Super Junior, Jonghyun của SHINee và ca sĩ mới Jino sẽ được chọn để tham gia vào một nhóm nhạc dự án mới của công ty. Mục đích thành lập nhóm nhạc dự án này là để cho thấy rằng các nghệ sĩ của công ty không chỉ hoạt động tốt khi với tư cách nhóm nhạc thần tượng mà còn có thể kết hợp rất tốt với nhau trong thể loại nhạc Ballad nữa.
Tên gốc của bài hát ra mắt "Miss You" của S.M The Ballad là "When It Began", vốn được viết để thành một bài song ca cho SHINee. Từ khi tên nhóm của SHINee còn chưa được quyết định, Onew và Jonghyun đã cùng thu âm bản song ca này với phần rap của Minho và dự định sẽ phát hành trong album ra mắt của nhóm. Do ca khúc không hợp với hình ảnh của album nên công ty đã để lại và định phát hành riêng dưới dạng đĩa đơn. Kế hoạch đó chưa hề được hiện thực hóa và lại có những sự thay đổi khác nữa cho đến quyết định cuối cùng là ba ca sĩ: Xiah Junsu của TVXQ, Kyuhyun của Super Junior và Jonghyun của SHINee sẽ đảm nhận bài hát này. Chỉ hai tháng trước khi đĩa đơn này ra mắt, JYJ từ TVXQ đã quyết định rời khỏi SM, theo đó thì Xiah Junsu cũng rút khỏi dự án. Sau nhiều biến động, cuối cùng thì Jay của TRAX và một học viên của SM là Jino sẽ thay thế vị trí của Junsu, và tên bài hát chính thức trở thành "Miss You".
Ngày 26 tháng 11 đã được định là ngày ra mắt album đầu tay của nhóm "너무 그리워" (Miss you so much).
Tuy nhiên, do trận Pháo kích ở Yeonpyeong vào ngày 23 tháng 11 khiến xã hội Hàn Quốc hết sức bất ổn, nên album đã được dời lại đến ngày 29 tháng 11, và ca khúc chủ đề "Miss You" được phát hành ngày 28 tháng 11 dưới dạng nhạc số.
Nhóm đã có màn trình diễn ra mắt trên chương trình Inkigayo của đài SBS phát sóng ngày 28 tháng 11 năm 2010.
Bài hát chủ đề "Miss you" là một ca khúc nói về việc không thể níu giữ người con gái mình yêu, một bản ballad buồn nhưng đẹp đẽ.
Trong music video có sự tham gia của hai diễn viên nổi tiếng Joo Won và Lee Yeon-hee với nội dung MV nói về tình yêu đẹp giữa thiên thần và người trần gian. 
Ngày 3 tháng 12, Jay Kim đã không thể có mặt ở buổi diễn tại Music Bank của KBS do bận lịch quay phim "President". Trong vài buổi diễn quảng bá sau đó, anh cũng đã không thể có mặt.
Ngày 4 tháng 12 năm 2010, nhóm bắt đầu quảng bá cho ca khúc thứ hai "Hot Times" tại chương trình âm nhạc Music Core của MBC. "Hot Times" là một ca khúc đặc trưng của thể loại R&B với giai điệu không nhanh nhưng lại được thể hiện bởi những giọng ca mạnh mẽ và đầy kĩ thuật, thuộc loại Urban Soul, nói về câu chuyện tình yêu của một người con trai và lời hứa hẹn sẽ mãi yêu cô gái. Music video được đặt trong khung cảnh đen trắng với một chút màu sepan, được phát hành ngày 13 tháng 12 năm 2010 thông qua trang YouTube chính thức của SM Entertainment là sment.

### 2014: Thay đổi thành viên và album mới
Vào ngày 3 tháng 2 năm 2014, SM Entertainment tiết lộ rằng Changmin của TVXQ, Yesung của Super Junior, Zhang Li Yin, Kim Tae-yeon của Girls' Generation, Zhou Mi của Super Junior-M, Krystal Jung của f(x) và Chen của EXO (EXO-M) sẽ được gộp lại thành một nhóm để phát hành album mới cùng với thành viên ban đầu là Jonghyun của SHINee. SM thông báo: "SM The Ballad đang có kế hoạch trở lại rất sớm. Tuy Hiệp hội Bản quyền Âm nhạc Hàn Quốc đã có một sai lầm nhưng chúng tôi sẽ tiết lộ các thông tin sớm". Sau đó, họ thông báo rằng danh sách bài hát sẽ chứa các bài hát bằng tiếng Hàn, tiếng Nhật và cả tiếng Trung. Album sẽ được phát hành vào ngày 13 tháng 2 năm 2014. Mặc dù vấp phải một số ý kiến trái chiều về việc thay đổi thành viên, nhưng SM vẫn quyết định giữ nguyên đội hình. Tuy 'Breath' ra mắt trong thời kỳ ''bom tấn'' và không giành được no.1 trên các show âm nhạc cuối tuần của các nhà đài Hàn Quốc, nhưng không thể phủ nhận được sức nóng của album mới này hơn hẳn sản phẩm ''Miss U''. Dù sao SM THE BALLAD cũng đã có một lần trở lại tuyệt vời.

## Thành viên

### Thành viên hiện tại
| Tên          | Tên          | Nhóm              | Ngày sinh         |
| Tên Latinh   | Tên Hàn Quốc | Nhóm              | Ngày sinh         |
| ------------ | ------------ | ----------------- | ----------------- |
| Yesung       | 예성         | Super Junior      | 24 tháng 8, 1984  |
| Zhou Mi      | 조미         | Super Junior-M    | 19 tháng 4, 1986  |
| Max Changmin | 최강창민     | TVXQ              | 18 tháng 2, 1988  |
| Zhang Liyin  | 장리인       | —                 | 28 tháng 2, 1989  |
| Taeyeon      | 태연         | Girls' Generation | 9 tháng 3, 1989   |
| Chen         | 첸           | EXO (EXO-M)       | 21 tháng 9, 1992  |
| Krystal      | 크리스탈     | f(x)              | 24 tháng 10, 1994 |

### Thành viên trước đây
| Tên        | Tên          | Nhóm         | Ngày sinh                                     |
| Tên Latinh | Tên Hàn Quốc | Nhóm         | Ngày sinh                                     |
| ---------- | ------------ | ------------ | --------------------------------------------- |
| Jay Kim    | 제이김       | TRAX         | 8 tháng 4, 1983                               |
| Kyuhyun    | 규현         | Super Junior | 3 tháng 2, 1988                               |
| Jinho      | 진호         | PENTAGON     | 17 tháng 4, 1992                              |
| Jonghyun   | 종현         | SHINee       | 8 tháng 4, 1990 - 18 tháng 12, 2017 (27 tuổi) |

## Danh sách đĩa nhạc

### Album phòng thu
| Thông tin album | Danh sách bài hát |
| --- | --- |
| SM the Ballad Vol. 1 – 너무 그리워 (Miss You) - Mini alubm thứ 1 - Ngày phát hành: 29 tháng 11 năm 2010 - Thể loại: Pop, R&B - Nhãn hiệu: SM Entertainment - Ngôn ngữ: Tiếng Hàn - Doanh số: 444 (ra mắt); 23,162+ (tổng cộng) - Vị trí cao nhất trên bảng xếp hạng: #1 | 1. "너무 그리워 (Miss You)" 2. "시험하지 말기 (Hot Times)" 3. "다시 … 사랑합니다 (Love Again)" (Kyuhyun solo) 4. "Don't Lie" (Jonghyun & Jino cùng Henry của Super Junior-M) 5. "내일은… (Another Day)" (Jay Solo) |
| SM the Ballad Vol. 2 – Breath - Mini album thứ 2 - Ngày phát hành: 13 tháng 2 năm 2014 - Thể loại: Pop, R&B, Ballad - Nhãn hiệu: SM Entertainment - Ngôn ngữ: Tiếng Hàn, Tiếng Nhật, Tiếng Trung                                                                        | 1. "Dear...(Intro)" 2. "숨소리 (Breath)" (Taeyeon & Jonghyun) 3. "Blind" (Yesung solo) 4. "Set Me Free" (Taeyeon solo) 5. "하루 (A Day Without You)" (Jonghyun & Chen) 6. "좋았던 건, 아팠던 건 (When I Was... When U Were...)" (Krystal & Chen) 7. "僕のせいだよ (Blind)" (Yesung solo) phiên bản tiếng Nhật 8. "太贪心 (Blind)" (Zhou Mi solo) phiên bản tiếng Trung 9. "呼吸 (Breath)" (Chen & Zhang Li Yin) phiên bản tiếng Trung 10. "Breath" (Changmin & Krystal) phiên bản tiếng Nhật |

Ghi chú: Những bài hát in đậm là những bài hát dùng để quảng bá cho album của nhóm.

## Trên các kênh truyền thông khác
Vào ngày 4 tháng 1 năm 2011, SM Entertainment đã hợp tác với NEOWIZ Internet Corporation, Ltd, phát hành một ứng dụng cho iPhone có sử dụng album đầu tay Miss You của SM The Ballad. Ứng dụng có bao gồm phiên bản nghe thử của các bài trong album, và phiên bản đầy đủ phải trả phí của các bài, cùng với hình ảnh và clock, cũng như music videos cho Miss You và Hot Times. Ứng dụng có thể được tải xuống từ iTunes.